# Iain Burnside
Iain Burnside (* 1957 in Glasgow) ist ein schottischer klassischer Pianist und Begleiter sowie Bühnenautor und ehemaliger Moderator bei BBC Radio 3.
Nach seinem Studium am Merton College in Oxford, an der Royal Academy of Music in London und an der Fryderyk-Chopin-Universität für Musik in Warschau wurde er freiberuflicher Pianist und spezialisierte sich insbesondere auf das Liedrepertoire. Er hat mit vielen Sängern zusammengearbeitet und war besonders eng mit der 2003 verstorbenen Sopranistin Susan Chilcott befreundet. Burnside ist der Pate von Chilcotts Sohn Hugh und wurde nach ihrem Tod sein gesetzlicher Vormund.
Andere Sänger, mit denen er zusammengearbeitet und Aufnahmen gemacht hat, sind Margaret Price, Laura Claycomb, Rosa Feola, Roderick Williams, mit dem er die kompletten Finzi-Bariton-Lieder aufgenommen hat, und zuletzt Sarah Connolly mit einer Veröffentlichung von Liedern von Erich Wolfgang Korngold.
Nachdem er den Wettbewerb BBC Cardiff Singer of the World präsentiert hatte, wurde er Moderator bei BBC Radio 3 und leitete viele Jahre lang die wöchentliche liedorientierte Show Voices, für die er einen Sony Radio Award gewann. Später präsentierte er das Programm Sunday Morning. Er schrieb auch das Musical A Soldier and a Maker, das 2012 uraufgeführt wurde, über das Leben von Ivor Gurney.
Iain Burnside ist künstlerischer Leiter des Ludlow English Song Weekend und künstlerischer Berater der Grange Park Opera.